# Morristown (Vermont)
Morristown és una població dels Estats Units a l'estat de Vermont. Segons el cens del 2000 tenia 5.139 habitants.

## Demografia
Segons el cens del 2000, Morristown tenia 5.139 habitants, 2.101 habitatges, i 1.317 famílies. La densitat de població era de 38,6 habitants per km².
Dels 2.101 habitatges en un 31,3% hi vivien nens de menys de 18 anys, en un 46,5% hi vivien parelles casades, en un 12,2% dones solteres, i en un 37,3% no eren unitats familiars. En el 27,8% dels habitatges hi vivien persones soles el 10,2% de les quals corresponia a persones de 65 anys o més que vivien soles. El nombre mitjà de persones vivint en cada habitatge era de 2,39 i el nombre mitjà de persones que vivien en cada família era de 2,92.
Per edats la població es repartia de la següent manera: un 24,2% tenia menys de 18 anys, un 7,6% entre 18 i 24, un 28,8% entre 25 i 44, un 24,1% de 45 a 60 i un 15,3% 65 anys o més.
L'edat mediana era de 39 anys. Per cada 100 dones de 18 o més anys hi havia 86,2 homes.
La renda mediana per habitatge era de 33.359 $ i la renda mediana per família de 40.456 $. Els homes tenien una renda mediana de 28.050 $ mentre que les dones 21.014 $. La renda per capita de la població era de 17.195 $. Entorn del 6,9% de les famílies i el 10,3% de la població estaven per davall del llindar de pobresa.